# Apogonia farinosa
Apogonia farinosa är en skalbaggsart som beskrevs av Sharp 1876. Apogonia farinosa ingår i släktet Apogonia och familjen Melolonthidae. Inga underarter finns listade i Catalogue of Life.